# Milkshake Man
Milkshake Man è un singolo del cantautore australiano-francese Go-Jo, pubblicato il 25 febbraio 2025.

## Descrizione
Milkshake Man è stata scritta, composta e prodotta dall'artista stesso con l'aiuto di Amy Sheppard, George Sheppard e Jason Bovino, membri della band australiana Sheppard. Il brano, caratterizzato da sonorità synth pop, si propone come una "spinta motivazionale" per l'ascoltatore, incoraggiandolo a scoprire "la versione più colorata di se stesso e a sentirsi sicuro di sé". Oltre al suo messaggio positivo, il testo gioca su sottili doppi sensi, suggerendo sfumature più audaci e provocanti dietro la facciata giocosa e leggera.

## Promozione
Il 25 febbraio 2025, l'emittente televisiva pubblica SBS ha annunciato di aver selezionato internamente Go-Jo con il brano Milkshake Man come rappresentante dell'Australia all'Eurovision Song Contest 2025 a Basilea. Il singolo è stato reso disponibile digitalmente a partire dallo stesso giorno.
Il 15 maggio il cantante si è esibito per primo al St. Jakobshalle di Basilea in occasione della seconda semifinale, piazzandosi all'11° posto con 41 punti e non riuscendo a qualificarsi per la finale.

## Video musicale
Il video musicale di Milkshake Man, diretto da Josh Harris, è stato reso disponibile in concomitanza con il rilascio del singolo attraverso il canale YouTube del cantautore. Nel videoclip, il cantante, insieme a un gruppo di donne, è intento a preparare frappé all'interno di un tradizionale camioncino dei gelati, mentre l'atmosfera si carica di un'energia festosa e di effetti stroboscopici.

## Tracce
Testi e musiche di Marty Zambotto, Amy Sheppard, George Sheppard e Jason Bovino.
1. Milkshake Man – 2:52

## Formazione
- Go-Jo – voce, produzione
- George Sheppard – produzione
- Jason Bovino – produzione

## Classifiche
| Classifica (2025) | Posizione massima |
| ----------------- | ----------------- |
| Islanda           | 40                |
| Lituania          | 30                |